# Musée des arts nègres de Nkolandom
 (mars 2025).
Le musée des arts nègres de Nkolandom, en abbregé MANN, inauguré en 2009 au sein du Centre Touristique de Nkolandom, dans la région du sud, est une institution culturelle qui œuvre dans la protection du patrimoine africain. C'est un lieu de préservation, de conservation et de modernisation du patrimoine négro-africain. En son sein, on y retrouve toutes les antiquités du continent africain en général, et du Cameroun en particulier, notamment divers objets sculptés en bois, cuivre et bronze représentant la pêche, l'habitat, la chasse, la richesse vestimentaire, la cuisine, la musique, la sculpture, la formation, la peinture, cosmogonie, chefferie etc.

## Histoire

### Débuts et projets
Le musée des arts nègres de Nkolandom est une institution culturelle fondée par Jacques Fame Ndongo, chef traditionnel de 3e degré de Nkolandom. Il nait de sa volonté de préserver et de valoriser le patrimoine culturel local. Dès 1999, fort d'une collection constituée depuis un quart de siècle grâce à des dons, acquisitions et dépôts d'objets ethnographiques, d'art africain et de vestiges archéologiques provenant de la communauté et de particuliers, le fondateur entreprend la création d'un musée.
Inauguré le 16 mai 2009, date coïncidant avec l'intronisation du fondateur, le MANN est un témoin de l'histoire et des civilisations, offrant un regard sur les richesses culturelles du Cameroun et de l'Afrique. Il a pour thème principal Vivre l'Antiquité dans la modernité.

### Missions
Le MANN a pour mission la préservation et la promotion du patrimoine culturel africain, où tradition et modernité se rencontrent. Il s'agit de conserver, documenter, valoriser, diffuser et éduquer sur les savoir-faire des us et coutumes africains, camerounais en général, et de la culture Ekang (Fang-beti) en particulière.

## Administration

### Promoteur, tutelle et direction/gestion du musée
En 2016, lors d'une visite de travail du MINAC de cette époque à Nkolandom, tient à féliciter le promoteur et fondateur du musée de Nkolandom, pour avoir mis sur pied cet établissement culturel. Ndodo Louise en assure la gestion tout comme celle du Centre Touristique de Nkolandom. Trrois conseillers l'accompagnent dans ses tâches notamment Martin Elouga, Obama Belinga Christian et Ateba Ossende Fernand G.. Le conservateur Assatong T. Onel jr, est responsable de la préservation, de la conservation, de la recherche, de la documentation, de l'acquisition et de la présentation des collections du musée.

### Financements
La pérennité du MANN est assurée grâce à une diversification des sources de financement. Les recettes générées par les activités muséales, telles que les droits d'entrée et les ventes des produits dérivés, constituent une partie importante du budget du musée. Cependant, le soutien financier du promoteur du musée, le Pr. Jacques Fame Ndongo, est également crucial pour la réalisation des projets et des activités du MANN. De plus, le Ministère des Arts et de la Culture (MINAC), apporte régulièrement son appui financier au musée, comme en témoigne la rénovation il y'a déjà quelques années de la muséographie du MANN, qui a permis de mettre en valeur les collections et de renforcer l'expérience visiteur.

### Tourisme et fréquentation
L’une des attractions du Centre Touristique de Nkolandom est la galerie de Grottes préhistoriques et spirituelles. Juste au bord de la route bitumée ou à une dizaine de km de cet axe, l’on apercoit des grottes qui constituent de grands abris sous terre ou des rochers d’une vingtaine de mètres de hauteur. On y trouve des montagnes boisées, des prairies,une galerie des grottes spirituelle, des morceaux de granit posés les uns sur les autres, comme des « Dolmen » antiques transportés par des « Géants », des coulées de laves noircies témoignent, à certains endroits, d’une activité volcanique antique dont le cratère se trouve au lieu-dit « Ebé nyungu », à 2 Km du site sur le mont Nyungu, à mi-chemin entre le village actuel et l’ancien emplacement de l’agglomération où habitaient les anciennes populations de Nkolandom entre 1895 et 1917 sous le régime de Ndongo Ossoubita (Ndongo le capitaine), arrière-grand-père du fondateur.
Pour accéder au MANN, les prix varient entre 1 000 FCFA et 2 500 FCFA en fonction de la profession et de la nationalité.

## Architecture et organisation de l'espace

### Architecture
Ce bâtiment muséal, érigé en briques de terre comprimées (BTC), présente un plan carré. Il offre une surface d'exposition de 700 m², repartie entre un espace d'exposition dédié aux expositions permanentes et un autre aux expositions temporaires.

### Organisation de l'espace
La muséographie de ce lieu s'articule autour de plusieurs axes thématiques pour une expérience immersive et didactique : l'archéologie avec les artefacts issus des fouilles ; l'ethno-écologie à travers les techniques de subsistance traditionnelles (chasse, pêche, cueillette); la technologie et l'artisanat avec la forge et les objets du quotidien ; la musique et les traditions orales via les instruments de musique et les jeux de société ; les croyances et rituels explorant les objets rituels et pratiques spirituelles; les arts de la table et la gastronomie avec les ustensiles de cuisine et traditions culinaires ; les usages et coutumes présentant les objets liés aux pratiques sociales (pipes, pharmacopée, parures) et à l'esthétique corporelle ; la numismatique avec les monnaies anciennes ; l'architecture vernaculaire du Grand-nord Cameroun ; l'art africain traditionnel Bamoun et les espaces royaux des quatre aires culturelles du Cameroun ; les textiles et l'artisanat d'art (poterie, calebasses); et l'art africain contemporain. Cette approche vise à offrir une vision globale et contextualisée du patrimoine culturel présenté, en favorisant l'interaction et la découverte pour le visiteur.

## Aspects techniques, équipements et services

### Services
On y retrouve des visites guidées, conférences-débats, activités pédagogiques variées notamment les ateliers ludiques et manuels, visites commentées. Dans le cadre de la collaboration permanente entre les institutions d'enseignement et les milieux socioprofessionnels, le MANN accompagne les étudiants en formation dans le domaine des Arts et de la culture lors de stages ouvriers, en vue de leur permettre de se rapprocher du monde professionnel et se familiariser avec le milieu professionnel.

## Collections
Sa collection unique en son genre est constituée de plus de 1000 objets, qui se rivalise de talents et de souvenirs. 

### Expositions permanentes
Il présente une collection d'objets d'art qui témoignent de l'histoire et de la culture des peuples Fang-beti/Bulu. Les reliques ancestrales exposés offrent une vision globale de l'identité culturelle de ces peuples. On y retrouve une vaste gamme d'objets archéologiques et ethnographiques représentatifs de l'histoire et de la culture du continent africain, avec une attention particulière portée au Cameroun. Les pièces exposées, issues de diverses périodes et régions, illustrent les différentes facettes de la vie quotidienne et des pratiques culturelles africaines, telles que la pêche, l'habitat, la chasse, la parure vestimentaire, la cuisine, la musique, la sculpture, la forge, la peinture, la cosmogonie, et les structures sociales et politiques, notamment les chefferies traditionnelles.

## Boutique artisanale
Le MANN propose aux visiteurs un grand choix de produits culturels et artisanaux, idéal pour leurs souvenirs et leurs cadeaux.